# East Worthing and Shoreham (circonscription du Parlement britannique)
Circonscription parlementaire de la Chambre des communes
La circonscription d'East Worthing and Shoreham est une circonscription parlementaire britannique. Située dans le West Sussex, cette petite circonscription couvre l'est de la ville de Worthing et l'intégralité de celle de Shoreham-by-Sea.
Depuis sa création, en 1997, elle a toujours été représentée par le même MP à la Chambre des communes du Parlement britannique : Tim Loughton, du Parti conservateur.

## Député
| Élection | Élection | Membre       | Membre | Parti        |
| -------- | -------- | ------------ | ------ | ------------ |
|          | 1997     | Tim Loughton |        | Conservateur |

## Élections

### Élections dans les années 2010
| Parti         | Parti                | Candidat             | Voix   | %    | ±    |
| ------------- | -------------------- | -------------------- | ------ | ---- | ---- |
|               | Conservateur         | Tim Loughton         | 27,107 | 51,0 | +2.1 |
|               | Travailliste         | Lavinia O'Connor     | 19,633 | 37,0 | –2.3 |
|               | Libéral Démocrate    | Ashley Ridley        | 4,127  | 7,8  | +3.0 |
|               | Green                | Leslie Williams      | 2,006  | 3,8  | +1.4 |
|               | Independent          | Sophie Cook          | 255    | 0,5  | N/A  |
| Majorité      | Majorité             | Majorité             | 7,474  | 14,0 | +4.4 |
| Participation | Participation        | Participation        | 53,128 | 70,7 | +0.4 |
|               | Conservateur retenir | Conservateur retenir | Swing  | +2.2 |      |

Sophie Cook s'est retirée des élections de 2019, mais elle est restée sur le bulletin de vote car cette décision a été prise après la publication des personnes nommées.
| Parti         | Parti                  | Candidat             | Voix   | %     | ±     |
| ------------- | ---------------------- | -------------------- | ------ | ----- | ----- |
|               | Conservateur           | Tim Loughton         | 25,988 | 48,9  | -0.5  |
|               | Travailliste           | Sophie Cook          | 20,882 | 39,3  | +19.8 |
|               | Libéral Démocrate      | Oli Henman           | 2,523  | 4,7   | -2.0  |
|               | UKIP                   | Mike Glennon         | 1,444  | 2,7   | -13.8 |
|               | Green                  | Leslie Williams      | 1,273  | 2,4   | -2.8  |
|               | National Health Action | Carl Walker          | 575    | 1,1   | -1.4  |
|               | Indépendant            | Andy Lutwyche        | 432    | 0,8   | N/A   |
| Majorité      | Majorité               | Majorité             | 5,106  | 9,6   | -20.4 |
| Participation | Participation          | Participation        | 51,673 | 70,7  | +3.5  |
|               | Conservateur retenir   | Conservateur retenir | Swing  | -10.2 |       |

| Parti         | Parti                  | Candidat             | Voix   | %    | ±     |
| ------------- | ---------------------- | -------------------- | ------ | ---- | ----- |
|               | Conservateur           | Tim Loughton         | 24,686 | 49,5 | +1.0  |
|               | Travailliste           | Tim Macpherson       | 9,737  | 19,5 | +2.8  |
|               | UKIP                   | Mike Glennon         | 8,267  | 16,6 | +10.4 |
|               | Libéral Démocrate      | Bob Smytherman       | 3,360  | 6,7  | −18.8 |
|               | Green                  | James Doyle          | 2,605  | 5,2  | +2.9  |
|               | National Health Action | Carl Walker          | 1,243  | 2,5  | N/A   |
| Majorité      | Majorité               | Majorité             | 14,949 | 30,0 | +7.1  |
| Participation | Participation          | Participation        | 49,898 | 67,2 | +1.8  |
|               | Conservateur retenir   | Conservateur retenir | Swing  |      |       |

| Parti         | Parti                | Candidat             | Voix   | %    | ±    |
| ------------- | -------------------- | -------------------- | ------ | ---- | ---- |
|               | Conservateur         | Tim Loughton         | 23,458 | 48,5 | +4.6 |
|               | Libéral Démocrate    | James Doyle          | 12,353 | 25,5 | +1.2 |
|               | Travailliste         | Emily Benn           | 8,087  | 16,7 | −8.8 |
|               | UKIP                 | Mike Glennon         | 2,984  | 6,2  | +1.4 |
|               | Green                | Susan Board          | 1,126  | 2,3  | N/A  |
|               | Démocrates anglais   | Clive Maltby         | 389    | 0,8  | N/A  |
| Majorité      | Majorité             | Majorité             | 11,105 | 22,9 | +4.5 |
| Participation | Participation        | Participation        | 48,397 | 65,4 | +3.6 |
|               | Conservateur retenir | Conservateur retenir | Swing  |      |      |

### Élections dans les années 2000
| Parti         | Parti                | Candidat             | Voix   | %    | ±    |
| ------------- | -------------------- | -------------------- | ------ | ---- | ---- |
|               | Conservateur         | Tim Loughton         | 19,548 | 43,9 | +0.7 |
|               | Travailliste         | Daniel Yates         | 11,365 | 25,5 | −3.5 |
|               | Libéral Démocrate    | James Doyle          | 10,844 | 24,3 | +1.4 |
|               | UKIP                 | Richard Jelf         | 2,109  | 4,7  | +1.9 |
|               | Légalise Cannabis    | Christopher Baldwin  | 677    | 1,5  | −0.6 |
| Majorité      | Majorité             | Majorité             | 8,183  | 18,4 |      |
| Participation | Participation        | Participation        | 44,543 | 61,6 | 1.7  |
|               | Conservateur retenir | Conservateur retenir | Swing  | +2.1 |      |

| Parti         | Parti                | Candidat             | Voix   | %    | ±     |
| ------------- | -------------------- | -------------------- | ------ | ---- | ----- |
|               | Conservateur         | Tim Loughton         | 18,608 | 43,2 | +2.7  |
|               | Travailliste         | Daniel Yates         | 12,469 | 29,0 | +5.0  |
|               | Libéral Démocrate    | Paul Elgood          | 9,876  | 22,9 | −7.6  |
|               | UKIP                 | James McCulloch      | 1,195  | 2,8  | +1.0  |
|               | Légalise Cannabis    | Christopher Baldwin  | 920    | 2,1  | N/A   |
| Majorité      | Majorité             | Majorité             | 6,139  | 14,2 |       |
| Participation | Participation        | Participation        | 43,068 | 59,7 | −13.1 |
|               | Conservateur retenir | Conservateur retenir | Swing  |      |       |

### Élections dans les années 1990
| Parti         | Parti                                  | Candidat        | Voix   | %    | ±   |
| ------------- | -------------------------------------- | --------------- | ------ | ---- | --- |
|               | Conservateur                           | Tim Loughton    | 20,864 | 40,5 | N/A |
|               | Libéral Démocrate                      | Martin King     | 15,766 | 30,6 | N/A |
|               | Travailliste                           | Mark Williams   | 12,335 | 23,9 | N/A |
|               | Référendum                             | James McCulloch | 1,683  | 3,3  | N/A |
|               | UKIP                                   | Rosemary Jarvis | 921    | 1,8  | N/A |
| Majorité      | Majorité                               | Majorité        | 5,098  | 9,9  | N/A |
| Participation | Participation                          | Participation   | 51,569 | 72,9 | N/A |
|               | Conservateur vainqueur (nouveau siège) |                 |        |      |     |

## Sources
- Résultats élections, 2005 (BBC)
- Résultats élections, 1997 - 2001 (BBC)
- Résultats élections, 1997 - 2001 (Election Demon)
- Résultats élections, 1997 - 2005 (Guardian)